# Potschep
Potschep (russisch Почеп) ist eine Stadt in der Oblast Brjansk (Russland) mit 17.161 Einwohnern (Stand 14. Oktober 2010).

## Geografie
Die Stadt liegt etwa 80 km südwestlich der Oblasthauptstadt Brjansk an der Sudost, einem rechten Nebenfluss der in den Dnepr mündenden Desna.
Potschep ist Verwaltungszentrum des gleichnamigen Rajons.

## Geschichte
Potschep wurde erstmals 1447 urkundlich erwähnt, 1503 erstmals als „Stadt“.
In der Zeit der Wirren kam es 1610 bei Potschep zu erbitterten Kämpfen zwischen russischen und polnisch-litauischen Truppen. 1618 fiel der Ort an Polen-Litauen, mit dem Ewigen Frieden von 1686 jedoch endgültig an Russland.
Während des Großen Nordischen Krieges wurde Potschep 1708 bis 1709 auf Anweisung Peters des Großen wieder befestigt und diente als Truppenstützpunkt der russischen Armee.
In Folge war Potschep wichtiges regionales Handwerks- und Handelszentrum mit vier jährlichen Jahrmärkten, deren bedeutendster der bereits ab 1665 abgehaltene Eliasmarkt war. Trotzdem galt der Ort als dörfliche Siedlung, die mit den umliegenden Ländereien im Verlaufe des 18. und 19. Jahrhunderts verschiedenen Familien des Großadels gehörte (Menschikow, Rasumowski, Kleinmichel).
Erst 1919 wurde das Stadtrecht verliehen.
Im Zweiten Weltkrieg wurde Potschep am 22. August 1941 von der deutschen Wehrmacht besetzt und am 21. September 1943 von Truppen der Brjansker Front der Roten Armee zurückerobert. Gemäß sowjetischen Archiven wurden im Holocaust 1875 Juden, darunter Männer, Frauen und Kinder, hauptsächlich bei den Schießereien im März 1942 ermordet.
Außerhalb von Potschep, lagern abgefüllt in über 67.000 Fliegerbomben rund 7.500 t der Nervenkampfstoffe Vx, Sarin und Soman, die im Rahmen der Einhaltung der Vorgaben nach dem Chemiewaffenübereinkommen (CWÜ) von 1997 durch eigens hierfür errichtete Anlagen vernichtet werden.

### Bevölkerungsentwicklung
| Jahr | Einwohner |
| ---- | --------- |
| 1897 | 8.300     |
| 1926 | 13.500    |
| 1939 | 15.558    |
| 1959 | 15.700    |
| 1970 | 15.995    |
| 1979 | 15.933    |
| 1989 | 16.868    |
| 2002 | 17.064    |
| 2010 | 17.161    |

Anmerkung: Volkszählungsdaten (1897–1926 gerundet)

## Kultur und Sehenswürdigkeiten

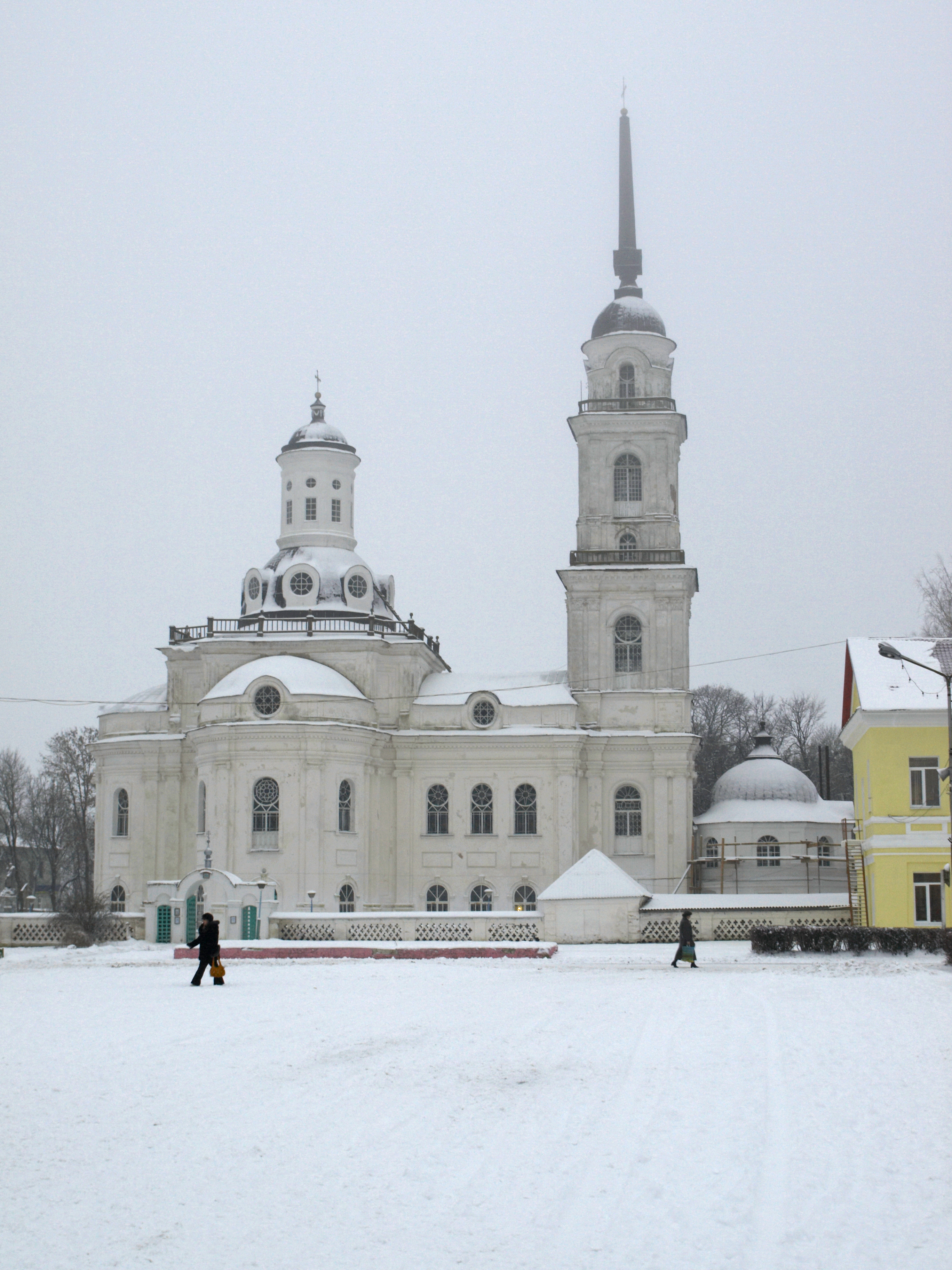
Auferstehungskathedrale

In Potschep sind die Auferstehungskathedrale (Воскресенский собор/Woskressenski sobor) aus den 1760er Jahren (Architekt Antonio Rinaldi) sowie die Eliaskirche (Ильинская церковь/Iljinskaja zerkow) vom Beginn des 19. Jahrhunderts erhalten.
Die Stadt besitzt ein Heimatmuseum.
Im 25 Kilometer entfernten Dorf Krasny Rog des Rajons Potschep liegt der ehemalige Landsitz des Dichters und Schriftstellers Alexei Konstantinowitsch Tolstoi (1817–1875), der heute als Museum hergerichtet ist. Dort befinden sich auch die Grabkapelle Tolstois und seiner Frau sowie in der Nähe die hölzerne Mariä-Himmelfahrts-Kirche (Успенская церковь/Uspenskaja zerkow) vom Beginn des 19. Jahrhunderts.

## Wirtschaft und Infrastruktur
In Potschep gibt es Betriebe der Lebensmittel-, Textil- und holzverarbeitenden Industrie.
In der Stadt befindet sich das mengenmäßig größte der sieben Chemiewaffenlager der Russischen Föderation. Hier werden ungefähr 7500 Tonnen an VX, Sarin und Soman gelagert. Am 10. April 2008 wurde der Grundstein für eine Chemiewaffenvernichtungsanlage gelegt. Das Auswärtige Amt, welches schon an zwei weiteren Chemiewaffenvernichtungsanlagen in Russland in Gorny (2002) und Kambarka (2006) beteiligt war, engagiert sich auch hier mit 140 Millionen Euro für den Bau einen Betriebsgebäudes zur Verbrennung von Reststoffen aus der Chemiewaffenvernichtung.
Die Stadt liegt an der 1887 durchgängig eröffneten Eisenbahnstrecke Brjansk–Homel–Brest (Belarus), einer Strecke der damaligen Polessje-Eisenbahnen (Streckenkilometer 84).
Die Fernstraße M13 Brjansk–belarussische Grenze und ebenfalls weiter über Homel Richtung Brest führt südlich an Potschep vorbei.

## Persönlichkeiten

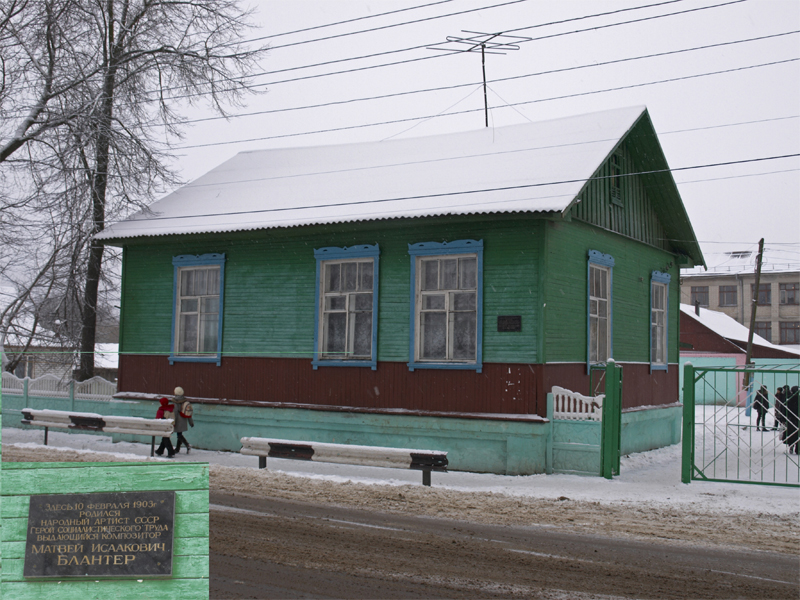
Geburtshaus Matwei Blanters in Potschep

- Pawel Axelrod (1850–1928), Sozialist
- Matwei Blanter (1903–1990), Komponist („Katjuscha“), geboren in Potschep
- Josef Chaim Brenner (1881–1921), hebräischer Schriftsteller, verbrachte Jugend in Potschep
- Uri Nissan Gnessin (1879–1913), hebräischer Schriftsteller, verbrachte Kindheit und Jugend in Potschep
- Schmuel Persow (1890–1950), jiddisch schreibender Schriftsteller, Mitglied des Jüdisch Antifaschistischen Komitees, geboren in Potschep
- Alexei Schemtschuschnikow (1821–1908), Dichter, geboren in Potschep